# Condado de Skierniewice
Condado de Skierniewice (polaco: powiat skierniewicki) é um powiat (condado) da Polónia, na voivodia de Łódź. A sede do condado é a cidade de Skierniewice. Estende-se por uma área de 756,12 km², com 37 948 habitantes, segundo o censo de 2005, com uma densidade de 50,19 hab/km².

## Divisões admistrativas
O condado possui:
Comunas rurais: Bolimów, Głuchów, Godzianów, Kowiesy, Lipce Reymontowskie, Maków, Nowy Kawęczyn, Skierniewice, Słupia.

## Demografia
População (dados de 30 de Junho de 2005):
|          | Total   | Total | Mulheres | Mulheres | Homens  | Homens |
| -------- | ------- | ----- | -------- | -------- | ------- | ------ |
|          | pessoas | %     | pessoas  | %        | pessoas | %      |
| Total    | 37 948  | 100   | 19 133   | 50,4     | 18 815  | 49,6   |
| Cidades  | 0       | 100   | 0        | 0        | 0       | 0      |
| Povoados | 37 948  | 100   | 19 133   | 50,4     | 18 815  | 49,6   |